# Sept boyards
Les Sept boyards (en russe : Семибоярщина, soit « le règne des sept boyards ») désigne un groupe de nobles russes qui déposèrent le tsar Vassili Chouïski le 17 juillet 1610 et qui, plus tard cette année-là, après la défaite de la Russie à la bataille de Klouchino, acceptèrent l'entrée des troupes polonaises à Moscou.

## Histoire
Les sept boyards étaient les princes Fédor Mstislavski (en) (le chef du groupe), Ivan Mikhaïlovitch Vorotynskii (en), Andreï Vasilevitch Troubetskoï (ru), Andreï Vasilevitch Golitsyne (ru), Boris Mikhaïlovitch Lykov-Obolenskii (ru), et les boyards Ivan Nikitich Romanov (en) et Fédor Ivanovitch Cheremetiev (en). En raison de l'avancée polonaise en Russie, de la rébellion de Bolotnikov de 1606-1607, et d'autres calamités ayant donné à cette époque le nom de période des troubles, Chouïski ( r. 1606-1610 ) n'a jamais été très populaire et n'a jamais été en mesure de gouverner efficacement en dehors de la capitale elle-même. Les sept le déposèrent donc et il fut tonsuré de force comme moine au monastère du Kremlin. (Stanisław Żółkiewski emmena plus tard Chouïski en Pologne, où il mourut en prison à Gostynin près de Varsovie en 1612).
Le 27 août 1610, les sept hommes décidèrent d'accepter Ladislas, le fils aîné du roi de Pologne, comme tsar de Russie. Les Polonais entrent dans la ville le 21 septembre. Alors que certains considèrent que le règne des Sept à Moscou n'a duré que de juin 1610 environ jusqu'à l'arrivée des Polonais en septembre, d'autres considèrent en revanche qu'il a duré jusqu'à ce que les Polonais soient chassés de Moscou par le mouvement populaire dirigé par Kouzma Minine, le prince Dmitri Pojarski et le prince Dmitri Troubetskoï en 1612. Leur pouvoir d’agir après septembre 1610 était cependant plutôt nominal.